# Batouala
Batouala. En verklig negerroman (fr: Batouala. Véritable roman nègre) är en roman från 1921 av den franska, Martinique-födda författaren René Maran som under många år hade arbetat i det franska kolonialimperiet i dagens Centralafrikanska republiken.
Boken publicerades av förlaget Albin Michel i Frankrike, och tilldelades Goncourtpriset 1921.  Året därpå översattes den till svenska, tyska, spanska, engelska och ungerska. Den svenskspråkiga översättningen gjordes av Carl Ohlsson på Hökerbergs bokförlag.

## Handling
Romanen följer hövdingen (mokoundjin) Batoualas och livet och händelserna i hans by. Den utspelar sig under några dagar vid samma tid som första världskriget och under det franska kolonialimperiet, och de vitas agerande väcker ogillande i byn. Framförallt kretsar handlingen kring att Batouala utmanas av en ung man, och genom detta ramverk skildras banda-folkets seder och bruk.

## Mottagande
Romanen var den första romanen av en svart författare att tilldelas Goncourtpriset. Den väckte snabbt mycket uppståndelse, men även kritik, och i många kolonialterritorier lyckades franska byråkrater få den bannlyst eftersom den ansågs uppmana till separatism. Maran hade efter framgången svårt att hitta utgivare för senare verk.
Framförallt väckte förordet mycket uppståndelse, då det ansågs vara provokativt, politiskt och anklagande. Maran ville genom förordet avtäcka och kritisera de sociala och ekonomiska villkoren som invånarna i Franska Ekvatorialafrika levde under.
Ernest Hemingway skrev i Toronto Star om romanen: "Du känner byns dofter, du äter dess mat, du ser den vita mannen såsom den svarta mannen ser honom, och efter att ha bott i byn dör du där. Det är hela berättelsen, men när du har läst den har du varit Batouala, och det är det som gör den till en stor roman." Michael Olmert skriver i New York Times att romanen är fylld av meningar som påminner om Mark Twain, med en enkelhet och direkthet som få romanförfattare lyckas med.